# Марио Джу
Марио Джу (на италиански: Mario Tchou, по-правилно: Mario Zhū, на традиционен китайски: 馬里奧·朱, на опростен китайски: 马里奥·朱) е италиански инженер и специалист по информатика от китайски произход, експерт по електроника, един от разработчиците на Оливети, известен с ролята си в разработката на високотехнологичния проект на Оливети Elea.

## Биография

### Начални години и следване в САЩ
Марио е роден е на 26 юни 1924 г. в град Рим, Кралство Италия. Той е син на китайския дипломат Ин Джу (Yin Tchou, † 1954) и на съпругата му Ивлин Уанг (Evelyn Wang), произхождащи от град Ханджоу. Баща му работи от 1918 г. в посолството на Имперски Китай в Рим, а от 1940 г., когато то е затворено, е културен съветник в посолството във Ватикана. Марио има една по-голяма сестра – Мария (* 1922, † ?) и една по-малка сестра – Мемè (* 1926, † ?). Марио и сестрите му са изцяло интегрирани в Рим: учат успешно, посещават музикални курсове и спортуват.
От 1936 г. до септември 1942 г. учи в реномираната Класическа гимназия „Торквато Тасо“ (Liceo ginnasio Torquato Tasso) в Рим, където се изявява в областта на математиката и философията, и е част от група надарени ученици като Алфредо Райхлин – бъдещ политик и партизанин, и Луиджи Пинтор – бъдещ журналист, писател и политик.
На 3 октомври 1942 г. Марио започва да следва електроинженерство във Факултета по инженерни науки на Римския университет „Ла Сапиенца“. През 1945 г., по съвет на баща си, продължава следването си със стипендия в Американския католически университет във Вашингтон, САЩ, където през 1947 г. получава бакалавърска степен по електроинженерство. През същата година се премества в Ню Йорк и започва да преподава в Манхатънския колеж. В същото време следва в Политехническия институт на Нюйоркския университет в Бруклин, където през 1949 г. получава магистърска степен (Master of science) по физика с дипломна работа по ултразвукова дифракция.
През пролетта на 1949 г. се жени в Ню Йорк за италианката Марианджела Сиракуза (Mariangela Siracusa) – стипендиантка на Фулбрайт, която впоследствие се връща в Рим при болната си майка и започва връзка с нейния лекуващ лекар.
През октомври 1952 г., на 28-годишна възраст, Марио е нает за старши лектор по електроинженерство в Колумбийския университет в Ню Йорк в департамента по ръководството на инж. Джон Р. Рагацини, който по време на Втората световна война сътрудничи в разработването на много високочестотни техники и аналогови компютри. Договорът му е подновен през юни 1953 г. и през ноември 1954 г. През май 1953 г. му е дадена и годишен пост в инженерния отдел на School of General Studies.
Връщайки се в Италия през декември 1954 г., Марио започва да сътрудничи на Оливети, въпреки че е официално свързан със School of General Studies на Колумбийския университет до 1956 г.
През 1955 г. Марио се развежда и се жени в Китайското посолство в Рим за италианската художничка Елиза Монтесори (Elisa Montessori; * 18 юни 1931). Тя е братовчедка на първата му съпруга и внучка на Меучо Руини – антифашист, Председател на Сената и доживотен сенатор. Двамата имат две дъщери: Николета (* 1958) – към 2019 г. преподавателка по математика в Университета в Рен (Франция) и Доната Мария (* 1961) – архитектка, която от 2015 г. живее в Рен.

### Проект на Оливети Elea
През август 1954 г. Марио се запознава с видния италиански предприемач и инженер Адриано Оливети в седалището на Olivetti Corporation of America в Ню Йорк. Това става благодарение на съученика му от гимназията Гулиелмо Негри – бъдещ юрист и политолог, по онова време работещ в отдел „Чуждестранни връзки“ на Оливети в град Ивреа, Северна Италия, и на задълбочените си познания по електроника. Оливети е впечатлен от познанията на добре образования, с изискан вкус и свирещ на пиано млад човек – един от малкото, изучавали функционирането на електронните калкулатори. Той подписва първоначален 2-годишен договор с него за добре платена работа в компанията си в град Ивреа, Северна Италия.
През 1954 г. провинциите и общинските администрации на Пиза, Ливорно и Лука (Тоскана) – членове на консорциума, който подкрепя финансово дейността на Пизанския университет, отпускат 150 млн. лири за изграждането на синхротрон, но проектът е поверен на провинция Рим (град Фраскати). През лятото известният италиански и натурализиран американски физик Енрико Ферми, който е на семинар във Варена, предлага на ректора на университета парите да се използват за изграждането на електронен калкулатор. Университетът решава да дари средства за създаването на електронен калкулатор за научни изследвания и на спектрограф, и се свързва с Оливети, която решава да участва в проекта. През май 1955 г. Марио Джу напуска град Ивреа и поема технико-административното ръководство на Учебния център за електронни калкулатори (Centro di Studi sulle Calcolatrici Elettroniche) на Пизанския университет, където през ноември 1961 г. официално се ражда Пизанският електронен калкулатор – първият по рода си в Италия.
Междувременно обаче, въпреки че Оливети продължава да подкрепя проекта, тя желае да създаде и собствена лаборатория за електронни изследвания. За това активно съдейства синът на Адриано Оливети – Роберто Оливети, мениджър на Оливети и един от основните архитекти на трансформацията ѝ от металообработваща компания в компания, занимаваща се с електроника. Той става близък приятел с Марио. През есента на 1955 г. Марио започва подбор на математици, инженери, физици и технически персонал от Италия и чужбина, и събира най-добрите мозъци, всичките млади. В интервю за Paese Sera той казва:
| „ | Защото новите неща се правят само с младите хора. Само младите хора се хвърлят в тях с ентусиазъм и си сътрудничат в хармония без персонализми и без пречките, произтичащи от консервативния манталитет. | “ |

През пролетта на 1956 г. екипът начело с Марио започва работа в квартал Барбаричина в град Пиза. През 1957 г. там пристига и инж. Пиер Джорджо Перото, който играе основна роля в историята на Оливети. Марио му възлага да създаде устройство – преобразувател на перфораторни ленти в механографски карти. Машината, наречена по-късно CBS (съкращение за Card band converter), е един от първите електронни продукти на Оливети.
Лабораторията създава поредица от мейнфрейм компютри от серията Elea (съкращение от итал. ELaboratore Elettronico Aritmetico, електронен аритметичен компютър). Първият от тях е създаден през 1957 г. с името Машина 0, по-късно Elea 9001, изцяло от лампи. След като през август 1958 г. лабораторията е преместена в квартал Борго Ломбардо на град Сан Джулиано Миланезе близо до Милано, тя създава най-известния от тях – Elea 9003. Това е първият комерсиален транзисторен компютър, произведен в Италия, и един от първите изцяло транзисторни компютри в света. Той е замислен, проектиран и разработен между 1957 и 1959 г. от малка група млади изследователи начело с Марио и е в състояние да изпълнява 3 програми едновременно. Elea 9003 предлага производителност, напълно конкурентна по онова време на продуктите на големите световни производители като IBM. Дизайнерът на иновативния продукт – Еторе Зотзас получава престижната награда „Златен пергел“ (Compasso d'oro) през 1959 г., третата в историята на Оливети до онзи момент. Зотзас и Марио стават приятели и Еторе проектира неговата къща в Милано. На 8 ноември 1959 г. в централата на Милано на улица Клеричи 4, в присъствието на Президента на Републиката Джовани Гронки, се състои представянето на Elea 9003.
В репортаж на Лоенардо Коен от ноември 1959 г. за Paese Sera Марио заявява относно конкуренцията с IBM, че Италия е
| „ | ...на същото ниво като най-напредналите страни в областта на електронните изчислителни машини от качествена гледна точка. Останалите обаче получават огромна помощ от държавата. САЩ отделят големи суми за електронни изследвания, особено за военни цели. И Великобритания харчи милиони паунда. Усилията на Оливети в сравнение са значителни, но останалите имат по-сигурно бъдеще от нашето, понеже им се помага от държавата. | “ |

От Elea 9003 са произведени 40 екземпляра, първият от който е инсталиран в текстилната фабрика Марцото в град Валданьо (Венето) в началото на 1959 г. Марио Джу смята, че това е прибързано и има право: инсталацията на машината е трудоемка и среща редица технически затруднения.
Едно от предизвикателствата пред Марио е възможността за пренос на електронните технологии в реализацията на металорежещи машини и счетоводни машини. Той убеждава Адриано и Роберто Оливети да навлязат в сферата на цифровия контрол, в която Оливети постига значителен успех.
През 1960 г. Марио и сътрудниците му създават Elea 6001 – компютър с по-ниска производителност и цена, който е ориентиран преди всичко към приложение в научната сфера, т.е. към университетски институти, публични институции, средна индустрия. Представен е на Панаира в Милано през април 1961 г. Има голям успех и в периода 1961 – 1965 г. са продадени повече от 100 екземпляра.

### Последни години
На 27 февруари 1960 г. внезапно умира Адриано Оливети. За президент на Оливети е избран Джузепе Перо, който потвърждава подкрепата си за електронните дейности.
В началото на 1961 г. Марио Джу дава задачата на Мауро Пачели да проектира системната архитектура на нов компютър, който да надмине ограниченията на програмния език Фортран, използван в Elea 9003. През ноември Пачели представя доклада си за архитектурата на новия компютър на езика Палго (Palgo, алгоритмично програмиране). На 9 ноември 1961 г. сутринта Марио Джу тръгва от Борго Ломбардо близо до Милано за град Ивреа за среща с мениджърите на Оливети относно новия проект. На магистралата Милано-Торино, точно преди мястото за пътна такса на град Сантия, неговият Буик, каран от шофьора му, губи контрол при изпреварване и се сблъсква с микробус. 37-годишният Марио Джу загива заедно с 28-годишния шофьор.
Внезапната му смърт една година след неочакваната смърт на Адриано Оливети поставя края на проекта Elea и на важен период за италианската електроника под индустриалното и технологичното ръководство на Оливети. Дейностите на електронния сектор са под ръководството на Роберто Оливети. Въпреки че той се опитва да попречи на продажбата на отдел „Електроника“, той е продаден на Дженерал Илектрик през 1964 г.
След смъртта му в Оливети тръгват слухове, че тя не е била случайна. Мениджърът Карло Де Бенедети заявява:
| „ | Когато се присъединих към Оливети през 1978 г., всички бяха убедени, че Джу е бил убит от ЦРУ. Очевидно нямам доказателства, визирам това, което всички в компанията считаха за очевидно... | “ |

На 29 октомври 2013 г. в радиопрограмата Mix 24 по Radio 24 Карло Де Бенедети казва: „В Оливети битуваше вярването, че той е бил убит от американските тайни служби“, изказвайки хипотезата, че инцидентът в Джу някакси е бил провокиран в полза на IBM. Подобно загатване прави и Микеле Соави – режисьор на игралния филм в 2 части „Адриано Оливети. Силата на една мечта“, излъчен на 28 и 29 октомври 2013 г. по Rai 1, в интервю за Антонио Д'Орико от вестник „Кориере дела Сера“. Д'Орико впоследствие получава мейл от Лия де Стефани – внучка на Марио Джу, която отрича подобни инсинуации. На нейно мнение е и втората съпруга на Марио – Елиза Монтесори, която през 2020 г. казва пред вестник Кориере дела Сера:
| „ | ... няма доказателства, че е било умишлено. Няма свидетелски показания, няма реални обстоятелства. За мен валиден е законът, важат фактите. Не изключвам нищо, знам, че работата на Марио беше пред очите на мнозина и че той бе разклатил множество равновесия. Но няма доказателства някой да го е убил. Марио никога не ми бе споменавал за заплахи или притеснения за своята безопасност. Но едно е сигурно. Смъртта му и смъртта на Адриано [Оливети] доведоха за кратко време до продажбата на отдела за електроника на Оливети, перлата в короната на страната ни, който бързо бе продаден на Дженерал Илектрик. Това беше конспирация, изцяло индустриална и финансова, целяща да отслаби Оливети и Италия, и да направи услуга на американците. | “ |